# داکا-۱۶
داکا-۱۶ (به لاتین: Dhaka-16) یک منطقهٔ مسکونی در بنگلادش است که در ناحیه داکا واقع شده‌است.